# 니시노 미키
니시노 미키(일본어: 西野 未姫, 1999년 4월 4일 ~ )는 일본의 아이돌이며, 여성 아이돌 그룹 전 AKB48 팀4의 멤버이자 전 텐토우무Chu!의 리더이다.
시즈오카현 출신. TWIN PLANET 소속.

## 내력
2012년
- 5월, 《AKB48 제11회 연구생 (14기생) 오디션》의 최종 심사에 합격.
- 7월 9일, 극장 공연에서 피로연.

2013년
- 7월, 오카다 같은 당시 AKB48, SKE48, NMB48, HKT48의 연구생로부터 코지마 마코, 오카다 나나, 키타가와 료하, 시부야 나기사, 타시마 메루, 토모나가 미오와 파생 유닛 텐토우무Chu!를 결성.
- 8월 24일, 도쿄 돔에서 행해진 《AKB48 2013 한여름의 돔 투어 ~아직도, 하지 않으면 안되는 것이있다~》에서 도쿄 돔 3일째 공연에서 팀4로 승격하는 것이 발표되었다.

2014년
- 5월부터 6월까지 실시하는 〈AKB48 37th 싱글 선발 총선거〉에서는 62위로, 퓨쳐걸즈에 선출되었다.

2017년
- 3월 27일, AKB48 극장에서 행해진 졸업 공연으로 인해 AKB48 졸업.